# Сабівка (зупинний пункт)
Са́бівка — пасажирський залізничний зупинний пункт Луганської дирекції Донецької залізниці.
Розташований між смт Глибокий та Ганнівка, Брянківська міська рада, Луганської області на лінії Дебальцеве — Попасна між станціями Стаханів (6 км) та Ломуватка (3 км).
Через військову агресію Росії на сході Україні транспортне сполучення припинене.